# Pacifastacus chenoderma
Pacifastacus chenoderma är en kräftdjursart som först beskrevs av Cope 1871.  Pacifastacus chenoderma ingår i släktet Pacifastacus och familjen kräftor. Inga underarter finns listade i Catalogue of Life.